# Trochalopteron formosum
El charlatán alirrojo (Trochalopteron formosum) es una especie de ave paseriforme de la familia Leiothrichidae propia de China y el noroeste de Vietnam.

## Descripción
El charlatán alirrojo mide entre 27 y 28 cm de largo, incluida su larga cola. Su plumaje es principalmente pardo, con grandes áreas rojas en las alas y cola, y el píleo y las coberteras auriculares de color gris claro con veteado negro, y la garganta oscura. Su pico y patas son negruzcas.
Es similar al charlatán colirrojo, pero este tiene el píleo rojizo, y la espalda y pecho más grisáceos.

## Distribución y hábitat
Se encuentre en el interior y sureste de China (provincias de Sichuan, Yunnan y Guangxi provinces) y el noroeste de Vietnam. Habita en bosques subtropicales, bosques secundarios, zonas de matorral y bambú desde los 900 a los 3000 metros sobre el nivel del mar.

## Comportamiento
Es un pájaro sigiloso que se desplaza en parejas o pequeños grupos entre la cubierta densa cerca del suelo del bosque. Anida entre junio y julio.